# Ernst Dieffenbach
Johann Karl Ernst Dieffenbach (Gießen, 27 gennaio 1811 – Gießen, 1º ottobre 1855) è stato un botanico tedesco.
Membro della Società geografica di Londra, nel 1839 partì per la spedizione in Nuova Zelanda. Nel 1843 redasse il volume Travels in New Zealand, che gli valse la cattedra di zoologia a Gießen dal 1850.